# Walter Falk
Walter Falk detto Walt (Boise, 23 maggio 1946 – Boise, 20 luglio 2008) è stato uno sciatore alpino statunitense.

## Biografia
Sciatore polivalente con maggior propensione alle prove veloci, Walter Falk debuttò in campo internazionale in occasione della Harriman Cup 1963 (Sun Valley, 29-31 marzo), dove non completò la discesa libera; ai Mondiali di Portillo 1966 (5-14 agosto), sua unica presenza iridata, subì un grave infortunio durante la discesa libera del 7 agosto che pose prematuramente fine alla sua carriera agonistica.

## Palmarès

### Campionati statunitensi
- 1 medaglia (dati parziali):
  - 1 argento (discesa libera nel 1966[4])